# Drymodes brunneopygia
Drymodes brunneopygia е вид птица от семейство Petroicidae.

## Разпространение
Видът е разпространен в Австралия.